# Alex Yoong
Alexander Charles Yoong Loong (egyszerűsített kínai írás: 熊龙; tradicionális kínai: 熊龍; pinjin: Xióng Lóng;  Kuala Lumpur, 1976. július 20. –) maláj autóversenyző, a Formula–1-es világbajnokság történelmének első maláj versenyzője. Édesanyja, Joanna Bean angol származású, míg édesapja, Hanifah Yoong Yin Fah (熊英華) kínai-maláj autóversenyző, 1988 és 1998 között a Shah Alam versenypálya igazgatója volt.

## Pályafutása
1992-ben, tizenöt évesen kezdte autóversenyzői pályafutását. 1995-ben megnyerte a maláj Formula–Asia-sorozatot, valamint második lett a nemzetközi Formula–Asia-sorozatban. 1996-ban és 1997-ben különböző Formula–Renault-szériákban versenyzett Európában.
1998-ban és 1999-ben a brit Formula–3-as bajnokságban szerepelt. A 2000-es, valamint a 2001-es évben a japán Formula–Nippon több futamán is részt vett.

### Formula–1
2001-ben lehetőséget kapott a Formula–1-es világbajnokságon is. A brazil Tarso Marques helyét kapta meg a Minardinál a bajnokság utolsó három versenyére. Csapattársa a később több világbajnokságot is nyert Fernando Alonso volt. Első versenyén, az olasz nagydíjon kicsúszott, az ezt követő amerikai futamon pedig a sebességváltó meghibásodása miatt esett ki. A szezonzáró japán nagydíjon tizenhatodikként ért célba.
A 2002-es szezonra is maradt a csapatnál. Legjobb eredményét rögtön a szezonnyitó versenyen produkálta, ahol hetedikként zárt. A San Marinó-i, a brit, valamint a német futamokra nem is tudta kvalifikálni magát, a spanyol futamon pedig biztonsági okok miatt nem vehettek részt a Minardi versenyzői. A német nagydíj után a csapat két versenyre menesztette. Gyenge teljesítménye miatt a brit Anthony Davidson kapta meg a helyét a magyar és a belga versenyen. Az utolsó három futamra tért vissza.

### CART
2003-ban szerződést kapott az amerikai CART-sorozatban. A Dale Coyne Racing csapatával négy versenyen vett részt, négy futam után azonban elbocsátották, mert elfogyott a szponzori támogatása.  Noha szeretett volna újabb lehetőséget kapni, előny volt számára, hogy így több ideje maradt az ekkor született kisfiára, Alisterre.

### A1 Grand Prix

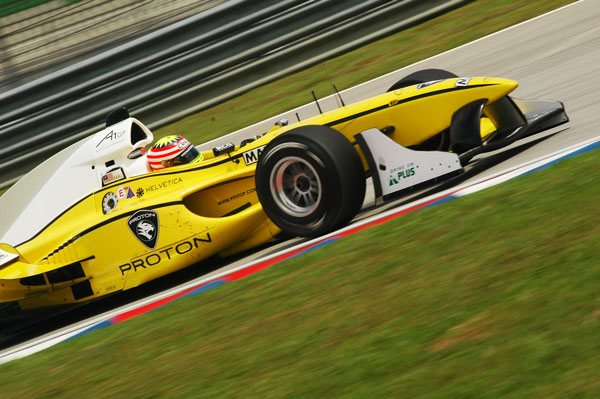
Yoong 2006-ban az A1 Grand Prix egy futamán

2005 és 2008 között három idényben képviselte hazája csapatát az A1 Grand Prix-sorozatban. A nála hat évvel fiatalabb Fairuz Fauzy-val váltva vezette a maláj alakulat autóját. A 2005–2006-os szezonban Alex egy futamgyőzelmet, és további két dobogós helyezést szerzett. Fauzy-val együtt hetvennégy pontot gyűjtöttek és ötödikként zárták a pontversenyt. A következő szezont egyedül versenyezte végig, és a bajnokság összes futamán rajthoz állt. Három futamon győzött, végül a összetett hatodik helyet szerezte meg a maláj csapatnak. A 2007–2008-as idényt újra Fauzy társaként teljesítette. Egyszer sem álltak dobogóra, és csak a tizenötödik helyen zártak a tabellán.

### Le Mans-széria
2006-ban és 2007-ben rajthoz állt a Le Mans-i 24 órás versenyen. A 2006-os futamon Jan Lammers és Stefan Johansson váltótársaként indult. Harmadik helyen álltak a futamon, amikor technikai hibák miatt az autó a falnak csapódott és komolyan megrongálódott; a csapat nem tudta befejezni a viadalt. A 2007-es versenyen Jan Charouzal és Stefan Mücke-vel együtt vett részt. Hármasuk a nyolcadik helyen ért célba.
2006-ban és 2007-ben a Le Mans-széria több futamán is indult.

### GP2 Asia Series

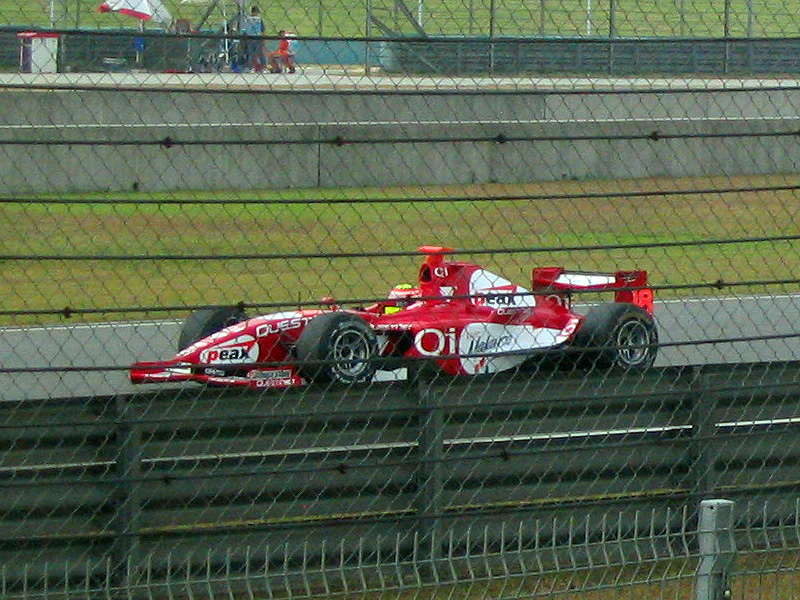
2008-ban a GP2 Asia Series sanghaji versenyén

A maláj Qi-Meritus Mahara csapat versenyzőjeként két versenyhétvégén vett részt a 2008–2009-es GP2 Asia Series-ben. Pontot egyszer sem szerzett, a dubaji futam után pedig az olasz Marco Bonanomi vette át a helyét.

## Eredményei
Teljes eredménylistája a nemzetközi Formula–3000-es sorozaton
(Táblázat értelmezése)

(Félkövér: pole-pozícióból indult; dőlt: leggyorsabb kört futott) 

| Év   | Csapat            | 1   | 2   | 3   | 4   | 5   | 6      | 7      | 8      | 9      | 10     | Helyezés | Pont |
| ---- | ----------------- | --- | --- | --- | --- | --- | ------ | ------ | ------ | ------ | ------ | -------- | ---- |
| 1999 | Monaco Motorsport | IMO | MON | CAT | MAG | SIL | A1R NK | HOC NK | HUN NK | SPA Ki | MNZ Ki | –        | 0    |

### Teljes Formula–1-es eredménylistája
(Táblázat értelmezése)

(Félkövér: pole-pozícióból indult; dőlt: leggyorsabb kört futott) 

| Év   | Csapat  | 1     | 2      | 3      | 4      | 5      | 6      | 7      | 8      | 9      | 10     | 11     | 12     | 13  | 14  | 15     | 16     | 17     | Helyezés | Pont |
| ---- | ------- | ----- | ------ | ------ | ------ | ------ | ------ | ------ | ------ | ------ | ------ | ------ | ------ | --- | --- | ------ | ------ | ------ | -------- | ---- |
| 2001 | Minardi | AUS   | MAL    | BRA    | SMR    | ESP    | AUT    | MON    | CAN    | EUR    | FRA    | GBR    | GER    | HUN | BEL | ITA Ki | USA Ki | JPN 16 | –        | 0    |
| 2002 | Minardi | AUS 7 | MAL Ki | BRA 13 | SMR NK | ESP Ni | AUT Ki | MON 10 | CAN 14 | EUR Ki | GBR NK | FRA 10 | GER NK | HUN | BEL | ITA 13 | USA Ki | JPN Ki | –        | 0    |

Teljes CART-eredménylistája
(Táblázat értelmezése)

(Félkövér: pole-pozícióból indult; dőlt: leggyorsabb kört futott) 

| Év   | Csapat | 1   | 2     | 3      | 4      | 5      | 6   | 7  | 8   | 9   | 10  | 11  | 12  | 13  | 14  | 15  | 16  | 17  | 18  | 19  | Helyezés | Pont |
| ---- | ------ | --- | ----- | ------ | ------ | ------ | --- | -- | --- | --- | --- | --- | --- | --- | --- | --- | --- | --- | --- | --- | -------- | ---- |
| 2003 | Coyne  | STP | MTY 9 | LBH 19 | BRH 18 | LAU 17 | MIL | LS | POR | CLE | TOR | VAN | ROA | MDO | MTL | DEN | MIA | MXC | SRF | FON | 23.      | 4    |

Teljes eredménylistája az A1 Grand Prix sorozaton
(Táblázat értelmezése)

(Félkövér: pole-pozícióból indult; dőlt: leggyorsabb kört futott) 

| Év      | Csapat   | 1          | 2          | 3          | 4          | 5          | 6          | 7          | 8          | 9          | 10         | 11         | 12         | 13         | 14         | 15         | 16         | 17        | 18         | 19         | 20         | 21        | 22        | Helyezés | Pont |
| ------- | -------- | ---------- | ---------- | ---------- | ---------- | ---------- | ---------- | ---------- | ---------- | ---------- | ---------- | ---------- | ---------- | ---------- | ---------- | ---------- | ---------- | --------- | ---------- | ---------- | ---------- | --------- | --------- | -------- | ---- |
| 2005–06 | Malaysia | GBR SPR    | GBR FEA 5  | GER SPR 6  | GER FEA 16 | POR SPR    | POR FEA    | AUS SPR 8  | AUS FEA 5  | MYS SPR    | MYS FEA 5  | UAE SPR 10 | UAE FEA Ki | RSA SPR Ki | RSA FEA Ki | IDN SPR 4  | IDN FEA 2  | MEX SPR 7 | MEX FEA 11 | USA SPR Ki | USA FEA 10 | CHN SPR 1 | CHN FEA 2 | 5.       | 74   |
| 2006–07 | Malaysia | NED SPR 12 | NED FEA 17 | CZE SPR 1  | CZE FEA 1  | BEI SPR 14 | BEI FEA 12 | MYS SPR 4  | MYS FEA 7  | IDN SPR 12 | IDN FEA 5  | NZL SPR 19 | NZL FEA 11 | AUS SPR 7  | AUS FEA 6  | RSA SPR Ki | RSA FEA 8  | MEX SPR 1 | MEX FEA 5  | SHA SPR 6  | SHA FEA 11 | GBR SPR 5 | GBR SPR 9 | 6.       | 55   |
| 2007–08 | Malaysia | NED SPR 16 | NED FEA Ki | CZE SPR 17 | CZE FEA 14 | MYS SPR 9  | MYS FEA 13 | ZHU SPR Ki | ZHU FEA Ki | NZL SPR Ki | NZL FEA Ki | AUS SPR    | AUS FEA    | RSA SPR    | RSA FEA    | MEX SPR 9  | MEX FEA 15 | SHA SPR 4 | SHA FEA 6  | GBR SPR    | GBR SPR    |           |           | 15.      | 25   |

Le Mans-i 24 órás autóverseny
| Év   | Csapat                | Autó        | Csapattárs  | Csapattárs       | Helyezés | Kiesés oka |
| ---- | --------------------- | ----------- | ----------- | ---------------- | -------- | ---------- |
| 2006 | Racing for Holland    | Dome S101Hb | Jan Lammers | Stefan Johansson | Kiesett  | Baleset    |
| 2007 | Charouz Racing System | Lola B07/17 | Jan Charouz | Stefan Mücke     | 8.       |            |

Teljes eredménylistája a GP2 Asia Series-ben
(Táblázat értelmezése)

(Félkövér: pole-pozícióból indult; dőlt: leggyorsabb kört futott) 

| Év      | Csapat            | 1          | 2         | 3          | 4         | 5        | 6        | 7       | 8       | 9       | 10      | 11       | 12       | Helyezés | Pont |
| ------- | ----------------- | ---------- | --------- | ---------- | --------- | -------- | -------- | ------- | ------- | ------- | ------- | -------- | -------- | -------- | ---- |
| 2008–09 | Qi-Meritus Mahara | CHN FEA 14 | CHN SPR 9 | UAE FEA Ki | UAE SPR T | BHR1 FEA | BHR1 SPR | QAT FEA | QAT SPR | MAL FEA | MAL SPR | BHR2 FEA | BHR2 SPR | 25.      | 0    |